# أري ايمانويل
أري ايمانويل (بالإنجليزية: Ari Emanuel)‏ هو شخصية أعمال ووكيل أدبي أمريكي، ولد في 29 مارس 1961 في شيكاغو في الولايات المتحدة.